# Trombopoyesis
Trombopoyesis es el proceso mediante el cual se generan las plaquetas que promueven la coagulación para impedir la pérdida de sangre en caso de una lesión vascular. Este proceso tiene lugar en la médula ósea.
El proceso comienza a partir de los megacarioblastos, que se transforman en protomegacariocitos y más tarde estos en megacariocitos; de estos últimos se escinden en fragmentos citoplasmáticos: las protoplaquetas. A partir de un megacariocito se originan 6 protoplaquetas que dan lugar a su vez a 6 - 12 x 103 plaquetas.